# Ганс Гофманн
Ганс Го́фманн (нім. і англ. Hans Hofmann; 21 березня 1880, Вайсенбург-ін-Баєрн, Баварія — 17 лютого 1966, Нью-Йорк) — американський художник німецького походження, представник  абстрактного експресіонізму.

## Біографія
У 1898 році починає вчитися живопису в приватній художній школі в Мюнхені. З 1904 по 1914 рік, аж до початку Першої світової війни, живе в Парижі, де відвідує художню Академію де ла Гранд Шомьер, в якій навчається також Анрі Матісс. Це був час зародження і розвитку таких художніх напрямків, як фовізм і кубізм, і молодий Гофман перебував під сильним їх впливом. В цей же час він знайомиться в Парижі з художниками Робером Делоне і Сонею Делоне-Терк, зав'язує з ними дружбу.
Повернувшись до Німеччини, за станом здоров'я був визнаний непридатним до військової служби, та в 1915 році він відкриває в Мюнхені художню школу, в якій серед інших вчиться і майбутній керівник відділення мистецтв Каліфорнійського університету в Берклі Уорт Райдер.
На запрошення Райдера в 1930 році Г. Гофманн вперше відвідує США, а в 1932 році залишається там назавжди. Спочатку він викладає на курсах Студентської ліги мистецтв, а в 1933 році відкриває власну художню школу. Серед інших у Гофманна навчалися такі майстри абстрактного мистецтва, як Рей Еймс, Аллан Капроу і Лі Краснер. Краснер в 1942 році познайомила вчителя зі своїм чоловіком, художником Джексоном Поллоком, допомігши Гофманну організувати його першу персональну виставку в 1944 році в галереї Пеггі Гуггенхайм. З 1935 року в творчості художника все більш чітко обозначіваются абстрактні тенденції.
У 1946 році Г. Гофманн виставляється в Мортімер-Бранд-галереї. Художній критик Роберт Коатс, рецензував виставку в журналі «Нью-Йоркер», щоб описати побачене винаходить термін «абстрактний експресіонізм». У той же час роботи Г. Гофманна відмінні від полотен інших класиків абстрактного експресіонізму — Адольфа Готліба, Барнетта Ньюмена або Марка Ротко, які Гофманн знаходив «трагічними і позачасові». Г. Гофманн же був «Гедоніст абстрактного експресіонізму» — як його назвав Ірвінг Сандлер. Цікаво, що «гедоністом» Сандлер називає також А.Матісса, паризького товариша по навчанню Гофманна.
У 1947 році художник бере участь — спільно з Теодорос Стамос, Едом Рейнхардтом, Марком Ротко і Кліффордом Стілла — в груповій виставці «ідеографічний картина» (The Ideographic Picture), організованої Б. Ньюменом в галереї Бетті Парсонс.
У 1948 році Г. Гофманн публікує свою теоретичну роботу — есе «Пошук реальності в образотворчому мистецтві». У 1958 році, після більш ніж 40 років викладацької діяльності, у тому числі в престижних художніх школах Нью-Йорка і Прінстона (Массачусетс), художник залишає викладання і повністю присвячує себе живопису. У 1963 році в Музеї сучасного мистецтва Нью-Йорка відбулася ретроспективна виставка робіт Ганса Гофмана.

## Вибрані полотна
- «Вакханалія», 1946, приватне зібрання
- «Язичництво I», 1944
- «Екстаз», 1947
- «Помпеї», 1959, Лондон, галерея Тейт Модерн